# Klappentrompete

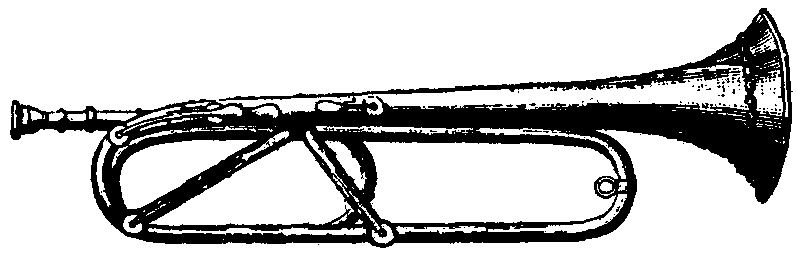
Klappentrompete

Die Klappentrompete ist ein Übergangsinstrument von der Naturtrompete bzw. Inventionstrompete zur modernen Trompete mit Ventil-System.
Erste Versuche sind in die zweite Hälfte des 18. Jahrhunderts zu datieren. Nachdem bereits der Petersburger Hornist Ferdinand Kölbel ein Horn mit zwei Klappen ausgestattet hatte, berichtete Christian Friedrich Daniel Schubart von einer Trompete mit Klappen, die in Dresden gebaut worden war. Dieses Projekt wurde allerdings wieder verworfen, da der charakteristische Trompetenklang gänzlich verändert wurde und laut Schubart zwischen Trompete und Oboe lag. In der Folgezeit sind noch weitere Versuche dieser Trompetenbauart von dem Weimarer Hoftrompeter J. H. Schwanitz, Ernst Kellner in Holland (1780–1785) und Neßmann (1793) bekannt.
Gegen Ende des 18. Jahrhunderts konstruierte der Wiener Trompeter Anton Weidinger (1766–1852) eine „organisierte Trompete mit Klappen, mittels derer sich in allen Lagen alle chromatischen Töne erzeugen lassen“. Diese Klappentrompete erschloss ganz neue Ausdrucksbereiche: Nun konnte man auch im tiefen Tonbereich Melodien und chromatische Durchgänge spielen. Allerdings war der Klang der Klappentrompete weicher und weniger durchdringend, so dass er des Öfteren mit dem sonoren Klang der Oboe oder der Klarinette verglichen wurde. Um seine neue Erfindung der Öffentlichkeit zu präsentieren, hatte Weidinger bei mehreren Komponisten Trompetenkonzerte in Auftrag gegeben und kündigte am 28. März 1800 eine „große öffentliche Akademie“ an.
Das berühmte Trompetenkonzert Es-Dur von Joseph Haydn, wurde im Rahmen dieses Auftritts uraufgeführt – es nutzte die neuen Möglichkeiten, die sich damit für die Trompete ergaben, bis an die Grenzen aus. In der Folgezeit wurden viele weitere Konzerte für Weidinger geschrieben, u. a. das ebenso berühmte Es-Dur-Konzert von Johann Nepomuk Hummel. Da dieses Konzert eigentlich in E-Dur geschrieben wurde, wird davon ausgegangen, dass Weidinger in der Zeit zwischen den beiden Konzerten ein neues Trompetenmodell entwickelt hatte.
Auch wenn Weidinger selbst die Klappentrompete bis ca. 1845 verwendete und der neuartige Ventil-Mechanismus der Trompeten in der Anfangszeit (bis ca. 1850) sehr unzuverlässig war, konnte die Klappentrompete nicht mit den Neuerungen standhalten und wurde recht schnell von der Ventiltrompete ersetzt. Dies geschah allerdings nicht flächendeckend, so dass vor allem in der Militärmusik Österreichs und Italiens die Klappentrompete deutlich länger benutzt wurde. Es sind ca. 50 Originalinstrumente erhalten, die in verschiedenen Museen ausgestellt werden.
Klappenhorn ist die Bezeichnung für ein etwas weiter mensuriertes Instrument dieser Art. Das Pendant im Bassbereich ist die Ophikleide.

## Tonerzeugung
Die Tonerzeugung erfolgt wie bei allen Blechblasinstrumenten mit einem Kesselmundstück und funktioniert nach dem System der Polsterpfeife. Sind alle Klappen geschlossen, wirkt die gesamte Länge des Instrumentes auf die schwingenden Luftsäule – die tiefste Naturtonreihe kann erzeugt werden. Wird nun (wie bei der Blockflöte ein Griffloch) eine Klappe geöffnet, endet die schwingende Luftsäule an dieser Stelle und die Tonreihe erhöht sich entsprechend. Dieses gleiche Funktionsprinzip gilt auch für den Zink.
Prinzipbedingt müssen die Tonlöcher dabei den möglichst gleichen Durchmesser haben wie die Mensur des Rohres an dieser Stelle, entsprechend der Konstruktionsgrundlage des Saxophons.
Der dumpfe Klang der Klappentrompete rührt daher, dass der eigentliche Schallaustritt vorrangig nun das mit einer Klappe „überdachte“, aber physikalisch offene Tonloch ist und nicht mehr der Schalltrichter alleine. Dieser wirkt nur noch klangbeeinflussend auf die Obertöne.